# Macromalon
Macromalon är ett släkte av steklar. Macromalon ingår i familjen brokparasitsteklar.
Kladogram enligt Catalogue of Life:
| Macromalon | \| \| Macromalon montanum \| \| \| \| \| \| Macromalon orientale \| \| \| \| |
|            | \| \| Macromalon montanum \| \| \| \| \| \| Macromalon orientale \| \| \| \| |
|            | Macromalon montanum                                                          |
|            |                                                                              |
|            | Macromalon orientale                                                         |
|            |                                                                              |